# デヴォン・ボスティック
デヴォン・ボスティック(Devon Bostick, 1991年11月13日 -)は、カナダ出身の俳優。

## 略歴
父親は俳優のジョー・ボスティック、母親はキャスティング・ディレクターのステファニー・ゴリンと業界人の両親の間に生まれる。兄弟のジェシー・ボスティックも俳優として活躍。
98年にTVシリーズ'Exhibit A: Secrets of Forensic Science'でデビュー。2004年の『アダム -神の使い 悪魔の子-』のロバート・デ・ニーロ演じる博士の亡くなった息子役で長編映画デビューを果たす。
日本では未公開のアトム・エゴヤン監督作"Adoration"(08)での演技が高く評価される。
2009年には人気スリラー作品の第6弾である『ソウ6』でジグソウのゲームに母親と共に参加させられる少年ブレント役、ジョージ・A・ロメロ監督のゾンビ映画『サバイバル・オブ・ザ・デッド』で主要キャストである主人公たち旅をするボーイ役で出演(ちなみにロメロ監督の2005年製作の『ランド・オブ・ザ・デッド』にも出演している)。
TVでは『ビーイング・エリカ』にレオ・ストレンジ役でレギュラー出演している。
映画の脚本執筆や監督業でも活躍を見せている｡

## 出演作品
- 『アダム -神の使い 悪魔の子-』 Godsend (2004)
- 『堕ちた打撃王　ピート・ローズ』 Hustle (2004) TV映画　スターチャンネルで放映
- 『ランド・オブ・ザ・デッド』 Land of the Dead (2005)
- 『ブロンクス・キッズ　夢はチェス盤の向こうに』 Knights of the South Bronx (2005) TV映画
WOWOWとスターチャンネルで放映。●スターチャンネルでの放映時のタイトルは『ナイト・オブ・チェス／夢のちから』
- 『アメリカン・パイ in ハレンチ・マラソン大会』 American Pie Presents The Naked Mile (2006)
- 『タンネンベルク1939　独ソ侵略戦争』 The Poet (2007)
- 『ソウ6』 Saw VI (2009)
- 『サバイバル・オブ・ザ・デッド』 Survival of the Dead (2009)
- 『アサシン クリード リネージ』 Assassin's Creed: Lineage (2009)
- 『グレッグのダメ日記』 Diary of A Wimpy Kid (2010)
- 『エージェント・スティール』 The Art of the Steal (2013)
- 『リグレッション』 Regression (2015)
- 『僕と頭の中の落書きたち』 Words on Bathroom Walls (2020)
- 『ファーゴ 』Fargo (2023) (2023) テレビドラマシリーズ　シーズン5　ゲスト
- オッペンハイマー（2024）